# Sclerodermus soror
Sclerodermus soror (лат.) — вид мелких ос рода Sclerodermus из семейства Bethylidae, внешне сходных с муравьями.

## Распространение
Северная Америка: Вест-Индия, Мексика.

## Описание
Мелкие осы длиной около 3 мм. От близких видов отличаются следующими признаками бескрылых самок: усики толстые, педицель длинный, членики жгутика шире своей длины, кроме последнего. Глаз голый. Глазки отсутствуют. Лоб мелкопунктированный, точки очень редкие и незаметные. Темя видимо прямое. Бока головы параллельны, слегка загнуты наружу. Среднеспинка в 1,32 раза шире длины. Метапектально-проподеальный диск почти квадратной формы, сбоку субпараллелен, основание лишь слегка сужено, без метапостнотального срединного и заднего поперечного валиков.
Самки имеют жало, оцеллии отсутствуют. У самцов есть крылья. Основная окраска тела коричневая, внешне похожи на муравьёв. Глаза расположены в передней части головы у переднего края. Усики 11-члениковые. Максиллярные щупики 5-члениковые, лабиальные из 3 члеников, мандибулы с 2 апикальными зубцами.

## Систематика
Вид был впервые описан в 1881 году английским энтомологом Джоном Вествудом. Относится к роду Sclerodermus и трибе Sclerodermini, которую ранее включали в подсемейство Epyrinae (в широком таксономическом объёме), а с 2013 года (Alencar & Azevedo, 2013) выделяют в самостоятельное подсемейство Scleroderminae.